# Schlacht in der Cable Street
Schlacht in der Cable Street (englisch Battle of Cable Street) werden die gewalttätigen Auseinandersetzungen im Laufe einer Demonstration von Anhängern der British Union of Fascists in der Cable Street im Londoner Eastend am 4. Oktober 1936 genannt. Die etwa 3000 Anhänger der Faschisten wurden von Oswald Mosley angeführt und von einem großen Aufgebot des Metropolitan Police Service begleitet. Die Polizeikräfte sollten den geplanten Ablauf der Demonstration ermöglichen, was die zahlreichen Gegendemonstranten jedoch verhinderten. Der Protestmarsch der Faschisten wurde schließlich abgebrochen.

## Hintergrund
Im Londoner Eastend waren während der Weltwirtschaftskrise ab 1929 viele Fabrik- und Dockarbeiter arbeitslos geworden. Sowohl links- als auch rechtsextreme Parteien erhielten starken Zulauf. Oswald Mosley hatte schwarze Uniformen für seine Parteimitglieder eingeführt und wollte diese Schwarzhemden nach Art der Aufmärsche der camicie nere in Italien oder der nazideutschen SA bzw. SS durch das jüdische Viertel des Eastends marschieren lassen.
Das Board of Deputies of British Jews riet Juden, möglichen Auseinandersetzungen in Verbindung mit dem Marsch fernzubleiben, wenn sie nicht „den Judenhetzern helfen“ wollten. Auch die Kommunistische Partei versuchte zunächst, ihre Mitglieder von einer direkten Konfrontation abzuhalten, und bewarb mit Flugblättern eine separate Kundgebung am Trafalgar Square – doch wurden die Blätter mit dem neuen Treffpunkt Aldgate überdruckt.

## Verlauf

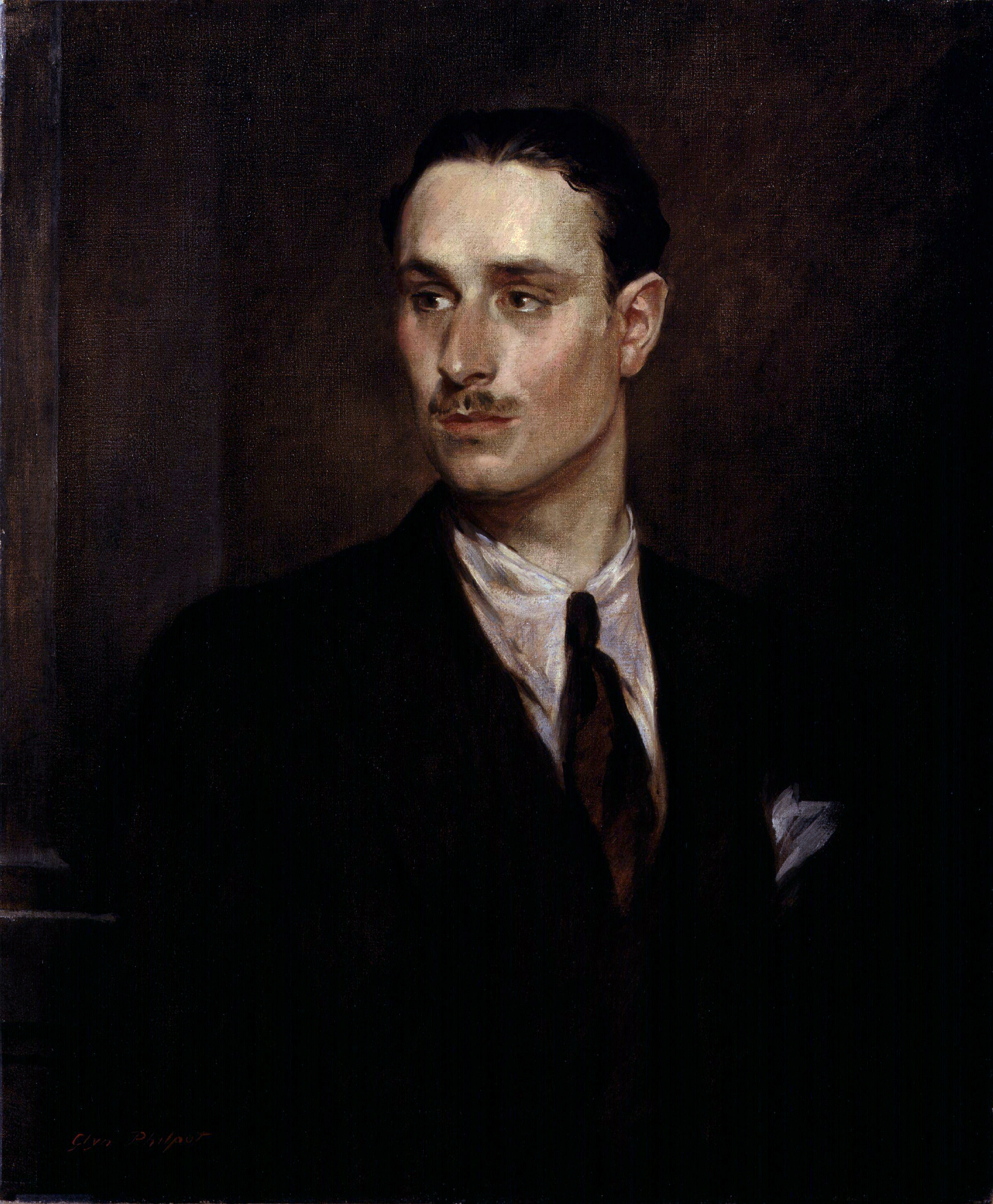
Oswald Mosley, Gemälde von Glyn Warren Philpot, 1925

Schon im Vorfeld der Demonstration sammelte sich eine große Zahl von Gegendemonstranten bei Aldgate. Die Faschisten nahmen – bereits begleitet von Spottgesängen und Buhrufen der Menge – an verschiedenen Orten Aufstellung, um den geplanten Weg des Aufmarsches geheim zu halten. Unter anderem trafen sie sich an den Einmündungen zur Commercial Road und Whitechapel Road und in der Leman Street, schließlich aber in der Royal Mint Street in der Absicht, von dort Richtung Osten der Cable Street durch das Eastend zu folgen. Mosley traf mit einer Verspätung von eineinhalb Stunden gegen 15:30 Uhr ein und die Demonstration sollte beginnen, doch den Gegendemonstranten war der geplante Streckenverlauf durch einen Maulwurf in den Reihen der Polizei bekannt geworden und sie errichteten Straßenbarrikaden. Die Menge der Gegendemonstranten war auf über 300.000 Personen angewachsen. Sie setzte sich vor allem aus Juden, Kommunisten, Gewerkschaftern, irisch-katholischen Dockarbeitern und anderen Bewohnern des Eastend zusammen, darunter auch Frauen und Kinder. Sie blockierten die Straße und riefen den Schwarzhemden „They Shall Not Pass“ zu, die englische Übertragung der Anti-Franco-Parole No pasaran! (Sie werden nicht durchkommen) des Spanischen Bürgerkrieges. Schwarzhemden und die über 10.000 Polizisten wurden mit Unrat und Pflastersteinen beworfen, die Ordnungskräfte setzten ihre Schlagstöcke ein, 4000 Polizisten zu Pferd wurden als Verstärkung herbeigerufen und versuchten erfolglos, die Blockaden mit Gewalt zu durchbrechen. Der Commissioner of Police of the Metropolis, Sir Philip Game, beschloss nach kurzer Zeit den Abbruch der Demonstration. Die Schwarzhemden wurden nach Westen umgeleitet und zogen unter starkem Polizeischutz und verfolgt von der Menge der Gegendemonstranten das Thames Embankment entlang, bis sich die Demonstration aufteilte und auflöste. Dabei kam es noch zu vereinzelten Scharmützeln.

## Folgen

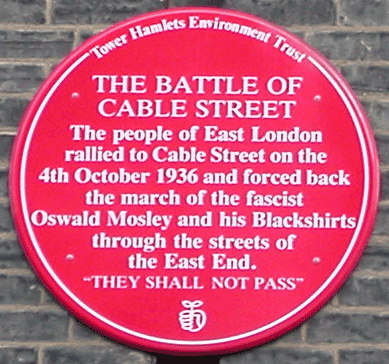
Eine Plakette in der Dock Street nahe der Kreuzung mit der Cable Street erinnert an die „Schlacht.“ They shall not pass ist die englische Version des Schlachtrufs No pasaran.

Der von Scotland Yard herausgegebene Polizeibericht des folgenden Tages spricht von 84 Festnahmen, spätere Quellen von über 150. Die meisten wurden wegen der Behinderung der Polizeikräfte zu einer Strafzahlung von 5 £ verurteilt, einige Anführer jedoch wegen Beteiligung an einer Schlägerei zu dreimonatiger Zwangsarbeit. Fünfzehn Verletzte wurden im Royal London Hospital, Dutzende andere von „etwa fünfhundert Angehörigen der St. John Ambulance“ behandelt.
Die British Union of Fascists, die bereits vor 1936 stark an Mitgliedern verloren hatte, ging weiter geschwächt aus der Konfrontation hervor.
Die Auseinandersetzungen in der Cable Street waren Hauptgründe für den Public Order Act 1936, in dem unter anderem das Tragen von politischen Uniformen verboten wurde.
Eine Plakette in der Dock Street und eine 1993 vollendete Wandmalerei an der Seite der St. George’s Town Hall erinnern heute an das Ereignis. Auch hat es Ken Follett in seinem historischen Roman Winter der Welt verarbeitet.

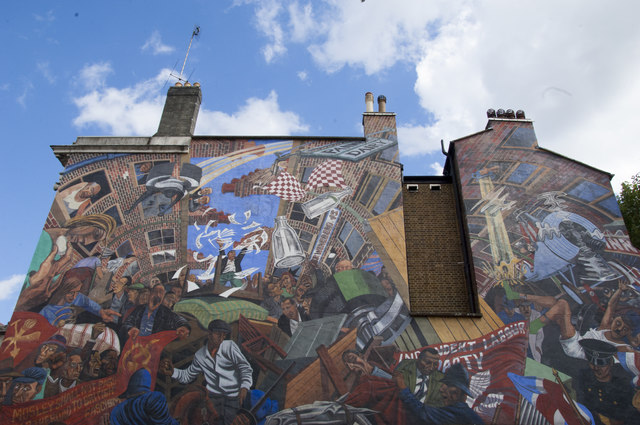
Bild des Wandgemäldes an der St. George’s Town Hall in der Cable Street